# Nyamira
Nyamira es una localidad de Kenia, con estatus de villa, capital del condado del mismo nombre.
Tiene 84 239 habitantes según el censo de 2009.

## Demografía
Los 84 239 habitantes de la villa se reparten así en el censo de 2009:
- Población urbana: 12 719 habitantes (6170 hombres y 6549 mujeres)
- Población periurbana: 28 949 habitantes (13 893 hombres y 15 056 mujeres)
- Población rural: 42 571 habitantes (20 468 hombres y 22 103 mujeres)

## Transportes
Se sitúa al norte de la carretera C21, que une Kisii con el sur del condado de Kericho. Al norte de Nyamira sale una carretera secundaria que permite ir, a través de la parte oriental del condado de Homa Bay, a la carretera principal A1.

## Servicios públicos
Nyamira alberga el hospital de referencia del condado, con una capacidad de 203 camas.